# Ото Фридрих фон Харах-Рорау
Ото Фридрих фон Харах-Рорау (на немски: Otto Friedrich Graf von Harrach zu Rohrau; * 2 септември 1610, Виена; † 7 май 1639) е граф на Харах-Рорау, господар на Бранха и Влкава и дипломат в Мадрид. Той основава съществуващата и днес по-млада линия на род Харах.

## Живот
Той е по-малък син на имперски граф Карл фон Харах (1570 – 1628), съветник на император Фердинанд II, и фрайин Мария Елизабет фон Шратенбах-Хагенберг (1573 – 1653), дъщеря на фрайхер Максимилиан фон Шратенбах-Хегенберг (1537 – 1611) и съпругата му Анна фон Грасвайн († сл. 1621). Брат му Ернст Адалберт фон Харах (1598 – 1667) е кардинал, архиепископ на Прага (1623 – 1667).
Ото Фридрих се жени на 7 октомври 1635 г. в Кайзереберсдорф, Виена, за графиня Лавиния Мария Текла Гонзага-Новелара (* 14 октомври 1607; † 7 май 1639), вдовица на граф Вратислав I фон Фюрстенберг (* 31 януари 1584; † 10 юли 1631), дъщеря на 5. граф Камило II Гонзага-Новелара (1581 – 1650) и принцеса Мария Катерина д'Авалос (1586 – 1618).
Ото Фридрих има в библиотеката си много книги на италиански език. Умира на 28 години на 7 май 1639 г., в същия ден както съпругата му Лавиния.
Синътр му Фердинанд Бонавентура построява дворец Харах във Виена и е баща на Франц Антон фон Харах (1665 – 1727), епископ на Виена (1702 – 1705), архиепископ на Залцбург (1709 – 1727).

## Деца
Ото Фридрих и Лавиния Мария имат три деца:
- Фердинанд Бонавентура I (* 14 юли 1636, Прага, Бохемия; † 15 юни 1706, Карлсбад/Карлови Вари), дипломат, рицар на Ордена на Златното руно, женен на 28 октомври 1661 г. в Мадрид за графиня Йохана Терезия фон Ламберг (* 30 декември 1639, Виена; † 2 февруари 1716, дворец Харах Виена); имат 9 деца
- Мария Елизабет фон Харах-Рорау (* 2 септември 1637; † 22 май 1710, Виена), омъжена на 29 януари 1660 г. за граф Карл Фердинанд фон Валдщайн-Вартенберг (* 3 август 1634, Виена; † 9 април 1702), син на граф Максимилиан фон Валдщайн (1600 – 1655) и нейната леля графиня Катарина Барбара фон Харах (1599 – 1640)
- Ернст фон Харах (* 8 февруари 1639; † февруари 1639)